# Ischnopterapion

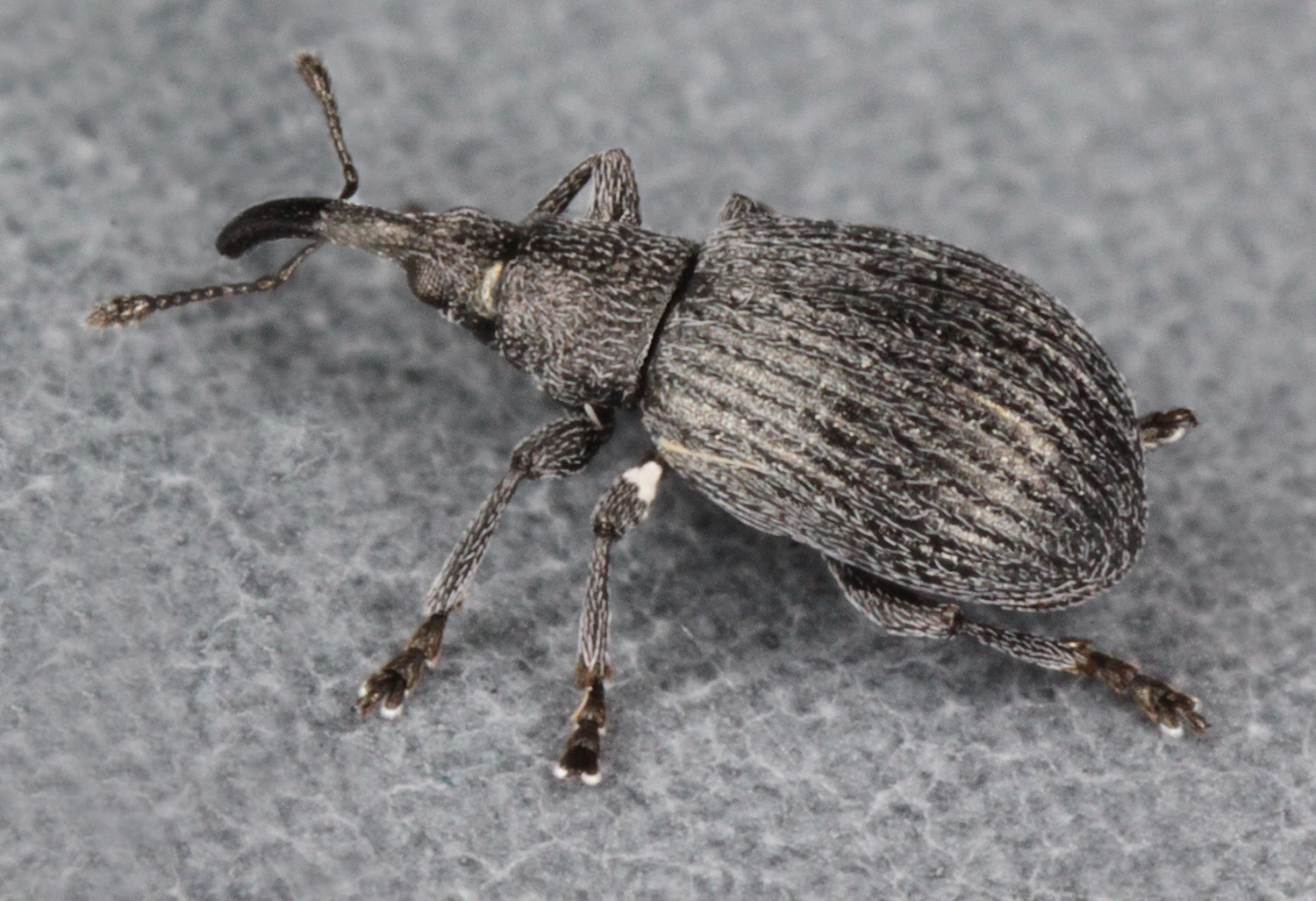
Ischnopterapion loti

Ischnopterapion – rodzaj chrząszczy z rodziny pędrusiowatych i podrodziny Apioninae. Obejmuje 16 opisanych gatunków. Zamieszkują głównie Palearktykę. Żerują na bobowatych.

## Morfologia
Chrząszcze o ciele długości od 1,8 do 2,6 mm. Ubarwienie mają czarne z ołowianym lub spiżowym połyskiem albo metaliczne, przy czym odnóża zawsze są czarne. Oskórek porastają nigdzie niezagęszczone włoski (włosowate łuski).
Głowę cechuje płaskie do sklepionego czoło albo z nagim i niepunktowanym rowkiem pośrodku i dwoma parami punktowanych i owłosionych rowków po bokach albo tylko z mikrosiateczkowaniem i kilkoma punktami. Krótkie i bardzo słabo widoczne kile podoczne nie dochodzą nawet do przednich krawędzi okrągłych, wypukłych oczu. Owalne buławki wieńczące czułki są od 2 do 2,5 raza dłuższe niż szersze. Ryjek jest zakrzywiony, w części przedniej ku szczytowi trochę zwężony, w części środkowej lekko rozszerzony, od spodu z krótkimi rowkami. U samca długość ryjka wynosi od 1,16 do 1,78 długości przedplecza, a u samicy od 1,4 do 1,83 długości przedplecza.
Przedplecze jest stożkowate do prawie kwadratowego, o prostej do nieco pośrodkowo ku tarczce wysuniętej tylnej krawędzi oraz krótkim dołku przedtarczkowym kształtu lancetowatego do bruzdowatego. Krótka, naga, niepunktowana tarczka bywa od trójkątnej po niemal kwadratową. Podługowato-owalne, najszersze za środkiem pokrywy mają międzyrzędy od półtorakrotnie do dwukrotnie szerszych od rzędów. Rzędy pierwszy, szósty i siódmy są z przodu skrócone. Na każdej pokrywie występuje jedna szczecinka wyspecjalizowana wyrastająca w tylnej ⅓ siódmego międzyrzędu. Biodra środkowej pary nie stykają się ze sobą. Wąski wyrostek śródpiersia ma wcisk przy połączeniu z guzowatym i obrzeżonym wyrostkiem zapiersia. Odnóża mają pazurki z ząbkiem nasadowym. U samca golenie są nieuzbrojone.
Odwłok ma pierwszy z widocznych sternitów od 1,4 do 1,6 raza dłuższy niż drugi, oba słabo wypukłe i punktowane. Piąty widoczny sternit jest na tylnej krawędzi zaokrąglony u samicy i prawie ścięty u samca. Genitalia samca mają tegmen o płatach parameroidalnych rozdzielonych wcięciem nieprzekraczającym szczytowych krawędzi okienek, każdy zaopatrzony w od trzech do pięciu szczecinek makroskopowych na zesklerotyzowanej części nasadowej i w mikroszczecinki na brzegu części wierzchołkowej. Okienka nie są wyraźnie oddzielone. Dwuzębne i pośrodku wcięte prostegium łączy się stawowo z wolnym pierścieniem. Spłaszczony, w widoku bocznym umiarkowanie zakrzywiony płat środkowy edeagusa (prącie) ma w części nasadowej endofallusa pokrytą mikroskopowymi kolcami (spikulami) fałdę wzmacniającą, a w jego części wierzchołkowej trochę ząbków.

## Ekologia i występowanie
Owady te są fitofagami żerującymi na bobowatych. Jako ich pokarm podawane są m.in. komonice, koniczyny, lucerny i szypliny. Larwy są endofagiczne i przechodzą rozwój w kwiatach, owocach, ogonkach liściowych lub łodygach wymienionych roślin.
Rodzaj pierwotnie palearktyczny, ale jeden gatunek zawleczony został do nearktycznej Ameryki Północnej. W Europie stwierdzono 9 gatunków, z których trzy wykazano z Polski (zobacz: pędrusiowate Polski). Z Afryki Północnej odnotowano 10 gatunków, a z Azji wykazano ich 7.

## Taksonomia
Takson ten wprowadzony został w 1923 roku przez Eleméra Bokora jako podrodzaj w obrębie rodzaju Apion. W 1990 roku Miguel A. Alonso-Zarazaga wyniósł go do rangi odrębnego rodzaju i wyznaczył Apion loti jego gatunkiem typowym. Autor ów wprowadził również podział omawianego taksonu na dwa podrodzaje.
Do rodzaju zalicza się 11 opisanych gatunków:
- Ischnopterapion (Chlorapion) Györffy, 1956
  - Ischnopterapion cognatum (Hochhuth, 1851)
  - Ischnopterapion cyrenaicum (F. Solari, 1940)
  - Ischnopterapion impressidorsum (Desbrochers des Loges, 1896)
  - Ischnopterapion leprieuri (Wencker, 1864)
  - Ischnopterapion peyerimhoffi (Desbrochers des Loges, 1902)
  - Ischnopterapion subglabrum (Desbrochers des Loges, 1870)
  - Ischnopterapion virens (Herbst, 1797)
- Ischnopterapion (Ischnopterapion) Bokor, 1923
  - Ischnopterapion aeneomicans (Wencker, 1864)
  - Ischnopterapion distinctirostre (Desbrochers des Loges, 1869)
  - Ischnopterapion fairmairei (Wencker, 1864)
  - Ischnopterapion fallens (Marseul, 1888)
  - Ischnopterapion helenae (Schatzmayr, 1933)
  - Ischnopterapion loti (W. Kirby, 1808)
  - Ischnopterapion modestum (Germar, 1817)
  - Ischnopterapion plumbeomicans (Rosenhauer, 1856)
  - Ischnopterapion tempereanum (Ehret, 1991)